# 蒂克亞哈薩山
13°54′41″S 71°23′7″W / 13.91139°S 71.38528°W
蒂克亞哈薩山（Tiklla Q'asa），是秘魯的山峰，位於該國東南部庫斯科大區，處於查霍山和尤拉克哈薩山西南面、圖克托山和哈通查霍山東南面，屬於安第斯山脈的一部分，海拔高度4,800米。